# Cantó de Buzançais
El cantó de Buzançais és un cantó francès del departament de l'Indre, situat al districte de Châteauroux. Té 11 municipis i el cap és Buzançais.

## Municipis
- Argy
- Buzançais
- La Chapelle-Orthemale
- Chezelles
- Méobecq
- Neuillay-les-Bois
- Saint-Genou
- Saint-Lactencin
- Sougé
- Vendœuvres
- Villedieu-sur-Indre

## Història
| Data d'elecció                           | Identitat             | Partit          | Qualitat |
| ---------------------------------------- | --------------------- | --------------- | -------- |
| 1945-1951                                | M. Grenouilloux       | radical         |          |
| 1951-1955                                | Jules Descoutures     | radical         |          |
| 1955-1982                                | Jean Bénard-Mousseaux | CNI             |          |
| 1982-2001                                | Jean-Paul Thibault    | PS              |          |
| 2001-                                    | Régis Blanchet        | UDF, després NC |          |
| les dades anteriors no són pas conegudes |                       |                 |          |
|                                          |                       |                 |          |

## Demografia
| A partir de 1990: Població sense dobles comptes |